# Macrotyphula contorta
Espèce
Synonymes
- Macrotyphula fistulosa (Holmsk.) R.H.Petersen, 1972

Macrotyphula contorta ou Macrotyphula fistulosa, la Clavaire fistuleuse, est une espèce de champignons agaricomycètes de la famille des Typhulaceae.

## Description
Jusqu'à 25 cm de hauteur, étroitement cylindracé, ocre brunâtre, creux.

## Habitats
Au sol sur la terre ou sur bois de feuillus.

## Répartition
Europe, Afrique du Nord.

## Synonyme
- Clavariadelphus fistulosa